# Гусев, Николай Андреевич (физиолог)
Никола́й Андре́евич Гу́сев (7 июля 1911, Казань — 3 июля 1987, Казань) — советский физиолог растений. Профессор, доктор наук (1957). Заслуженный деятель науки РСФСР и Татарской АССР.

## Биография
Окончил Казанский государственный университет (1934).
С 1941 по 1943 г. был на фронте.
С 1946 года до конца жизни работал в Казанском институте биологии Казанского филиала Академии Наук СССР — сначала в должности старшего научного сотрудника, затем директора и заведующего лабораторией физиологии растений (1960—1975), заведующего лабораторией водного режима (1975—1987).
Гусев был одним из ведущих специалистов в стране в области изучения водного режима растений. Им успешно развивалось представление о водообмене как о важном ингредиенте обмена веществ, взаимосвязанном с другими сторонами обмена, что дает возможность направленного воздействия на водообмен с целью регуляции физиологических процессов, а в конечном итоге — устойчивости и продуктивности растений. Под влиянием его работ широко распространилось исследование интенсивности водоотдачи клетками как показателя устойчивости растений к действию неблагоприятных факторов.
Широкую известность получили результаты его исследований, посвященных выяснению особенностей взаимосвязи водного режима с фотосинтезом и минеральным питанием растений.
Гусев был инициатором внедрения физических методов в исследования физиологов растений института (ЯМР, ЭПР, инфракрасной и диэлектрической спектроскопии).
Гусевым опубликовано около 100 научных работ, в том числе 8 монографий. Его книга «Некоторые закономерности водного режима растений» впоследствии была переиздана в Китае. Под руководством Н. А. Гусева защищено 15 кандидатских диссертаций, 5 его учеников стали докторами наук.